# Bolniška podčastniška šola (Kraljevina Jugoslavija)
Bolniška podčastniška šola je bila vojaško-sanitetna šola v sestavi Vojski Kraljevine Jugoslavije.
Šola je delovala med letoma 1926 in 1941. Kandidati so morali bili mlajši od 23 let ter imeti končane najmanj 4 razrede osnovne šole. Šolanje je trajalo dve leti; po končanju so pridobili čin sanitetnega podnarednika in bili razporejeni po bolniških četah in vojaških bolnicah.